# Karol Niemczycki
Karol Stanisław Niemczycki (* 5. Juli 1999 in Krakau) ist ein polnischer Fußballtorhüter, der als Leihspieler des SV Darmstadt 98 beim MS Aschdod unter Vertrag steht.

## Karriere
Bis 2011 spielte Niemczycki in der Jugend von Garbarnia Kraków, ehe er in die Jugendabteilungen des KS Cracovia wechselte. 2014 bis 2017 war er für Akademia Piłkarska Profi aktiv und wechselte 2017 in die Niederlande zu NAC Breda, wo er neben Einsätzen bei den Jugendmannschaften U17 und U19 auch zweimal in der Eredivisie, der höchsten niederländischen Klasse, zwischen den Pfosten stand. Für die Saison 2019/2020 lieh Breda ihn in seine polnische Heimat zu Puszcza Niepołomice aus, wo er 29-mal in der Betclic 1 Liga zum Einsatz kam. Nach Ende seiner Leihe im Sommer 2020 unterschrieb Niemczycki schließlich bei seinem früheren Jugendverein KS Cracovia, wo er von 2020 bis 2023 zu 78 Einsätzen in der höchsten polnischen Liga Ekstraklasa kam.
Zur Saison 2023/24 wechselte Niemczycki nach Deutschland in die 2. Bundesliga zu Fortuna Düsseldorf. Dort kam er zweimal im DFB-Pokal 2023/24 zum Einsatz, ansonsten stand er für Düsseldorfs zweite Mannschaft in der Regionalliga West für volle 90 Minuten auf dem Platz. Am 19. Mai 2024 feierte Niemczycki am 34. Spieltag sein Debüt in der 2. Bundesliga, als er im Heimspiel gegen den 1. FC Magdeburg (3:2) durchspielte.
Anschließend unterschrieb Niemczycki in der Zweitligasaison 2024/25 beim SV Darmstadt 98 und wurde dort Ersatztorwart hinter Stammkeeper Marcel Schuhen, stand aber am 18. August 2024 beim 3:1-Sieg im DFB-Pokal gegen den FC Teutonia 05 Ottensen zwischen den Pfosten.
Im Januar 2025 wurde er nach Israel an den MS Aschdod verliehen und ab der Saison 2025/26 dort fest verpflichtet.